# Украина на «Евровидении-2007»
Украина на конкурсе песни «Евровидение» 2007 года, который прошел в столице Финляндии в городе Хельсинки, выступала в пятый раз за свою историю участия. Национальный вещатель — Первый национальный канал — организовал открытый национальный отбор с участием восьми исполнителей, и по итогам голосования жюри и телезрителей в качестве представителя конкурса был выбран комик и певец Андрей Данилко, выступавший в своём самом известном образе — «Верка Сердючка» — с песней «Dancing Lasha Tumbai». Верка Сердючка показала один из лучших результатов страны на конкурсе, заняв 2-е место с 235 очками. Выступление вызвало непонимание у многих зрителей и любителей конкурса, а российские фанаты заявили, что Данилко умышленно сокрыл политический контекст в песне, исполняя вместо фразы на выдуманном языке «Lasha Tumbai» англоязычное «Russia Goodbye». Сам Данилко всё отрицал.

## Исполнитель
Андрей Михайлович Данилко родился 2 октября 1973 года в Полтаве. В школьные годы — актёр театральной студии «Гротеск». Неудачно поступал в музыкальное училище и Пединститут, окончил ПТУ по специальности «кассир-продавец продовольственных товаров». В 1991—1992 годах, будучи продавцом, выступал с любительской актёрской труппой, весной 1992 года выступил с номерами «Столовая» и «Проводница». 8 марта 1993 года на полтавском фестивале «Юморина» официально дебютировал в образе Верки Сердючки в номере «Проводница».
Данилко продолжил карьеру как актёр мини-театра и начал показывать пародии на Аллу Пугачёву, Ирину Аллегрову и Вадима Казаченко. В 1995 году он поступил в эстрадно-цирковое училище на отделение разговорного жанра, но через полтора года ушёл из училища и поступил в Институт культуры. В 1997 году начал музыкальную карьеру, записав песни «Просто Вера» и «Абрикосы». Далее — автор песен «Я рождена для любви», «Я вышла на перрон», «Ваза и пион», «Контролёр» и «По чуть-чуть» (снял первый клип). На телеканале 1+1 он основал программу «СВ-шоу», которая выходила на российских телеканалах РТР и ТВ-6. Именно благодаря этой передаче Сердючка стала известной в России. Андрей также записал альбомы «Ха-ра-шо!», «Жениха хотела», «The Best. Неизданное» и «Трали-вали» как Верка Сердючка, под псевдонимом Danilko — инструментальный альбом «После тебя». Снимался в мюзиклах «Вечера на хуторе близ Диканьки (фильм, 2001)», «Золушка», «За двумя зайцами», «Снежная королева», «Безумный день, или женитьба Фигаро» и «История Верки Сердючки».
В 2005 году пресса сообщила об участии Верки Сердючки от Украины на Евровидении, однако та не явилась на съёмки клипов. Российская пресса сообщила об аналогичном участии Сердючки в национальном отборе, однако оргкомитет не получил полную версию песни, а позже Сердючка опровергла все слухи об участии в Евровидении. В 2006 году Сердючка собиралась выступить в дуэте с польским актёром и певцом Михалом Вишневским, известным по образу «Реня Почковская». Однако Вишневский отказался от участия и поехал с группой Ich Troje от Польши на конкурс 2006 года.

## Национальный отбор

### Формат
Президент Национальной телекомпании Украины (НТКУ) Виталий Докаленко объявил, что Украина будет участвовать в конкурсе песни «Евровидение-2007», но решил изменить правила отбора, дабы музыканты не отказывались от гастролей и концертов на время национального отбора. Изначально планировалось объявить в конце января — начале февраля 2007 года, не пользуясь принципом открытого приёма заявок, но НТКУ вскоре разрешила начать сбор заявок до 10 февраля 2007 года, подтвердив участие и в Танцевальном Евровидении. 9 марта 2007 года должен был пройти национальный финал, в котором зрители и жюри совместно выберут победителя путём голосования: в случае равенства баллов голос жюри является решающим.
В состав жюри вошли народный артист Украины Владимир Гришко, организатор Международного конкурса «Хрустальный силуэт» Оксана Новицкая, директор творческого объединения и развлекательных программ Национальной телекомпании Украины (НТУ) Елена Мозговая и президент НТУ Виталий Докаленко.

### Выбор участников
Докаленко в своём интервью намекнул на то, что по случаю победы финской рок-группы Lordi, выступавшей в масках монстров, Верка Сердючка могла бы последовать сложившемуся тренду и отправиться от Украины на конкурс. Это породило слухи в прессе о том, что Андрей Данилко уже заочно был выбран НТКУ как конкурсант, но их пришлось опровергать руководству телеканала. Так, директор ТО музыкальных и развлекательных программ Первого национального канала Елена Мозговая хотя и назвала Данилко самым перспективным кандидатом, прекрасно знающим формат конкурса, но заявила, что от него заявки не поступали, а выбор конкурсанта должен состояться в любом образе. Пресса называла разных конкурсантов в числе участников национального отбора (в том числе украинка Ирина Ярина и россиянин Прохор Шаляпин).
10 февраля было объявлено, что в национальном отборе выступят певцы Верка Сердючка (он же Андрей Данилко), Евгения Власова, Елена Гребенюк, Василий Бондарчук, Виталий Козловский, а также группы GODO, Авиатор и НеАнгелы. 22 февраля 2007 года Козловский, однако, отказался от участия, заявив, что его не устраивает формат выбора победителя. 13 февраля на пресс-конференции были проведены два опроса среди 31 издания: «Какие качества наиболее важны для успешного выступления на Евровидении?» и «Кто, на ваш взгляд, способен достойно представить Украину на Евровидении?». В первом случае большая часть опрошенных ответила, что наиболее важна «энергетика исполнителя» (чуть меньше ответили «яркость и выразительность сценической постановки»); во втором случае большинство журналистов поддержали участие Верки Сердючки.

### Итоги национального отбора
В финале национального отбора с небольшим отрывом в два балла победила Верка Сердючка, став лучшей по версии и зрителей, и жюри. Гостями национального отбора были представители нескольких стран на Евровидении: Дмитрий Колдун (Белоруссия), Оливия Льюис (Мальта), группы Todomondo (Румыния) и The Jet Set (Польша). Также был показан клип исполнителя от Швейцарии DJ BoBo на его конкурсную песню.
| № | Исполнитель       | Песня                | Баллы | Место |
| - | ----------------- | -------------------- | ----- | ----- |
| 1 | GODO              | Stolen Rain          | 3     | 7     |
| 2 | Евгения Власова   | I Will Be            | 12    | 2     |
| 3 | Елена Гребенюк    | Зла больше нет       | 7     | 4     |
| 4 | Верка Сердючка    | Dancing Lasha Tumbai | 14    | 1     |
| 5 | НеАнгелы          | Я знаю, это ты       | 6     | 5     |
| 6 | Василий Бондарчук | Серебром             | 9     | 3     |
| 7 | Авиатор           | Ангелы               | 6     | 6     |

## Критика выбора
Несмотря на поддержку зрителей и жюри, Сердючка подверглась массовой критике в прессе России и Украины. В украинской прессе заявляли, что представитель на Евровидении является лицом страны и что Сердючка может стать посмешищем  всей страны. Сердючка же ответила, что едет на конкурс просто показать свой юмористический жанр и доказать, что люди могут танцевать и веселиться. Особой критике подвергли Сердючку националистические круги: хотя руководство НТКУ называло Сердючку своеобразным ответом на Lordi, депутат Тарас Черновол сказал, что НТКУ умудрился перепутать субкультуру, представляемую рок-группой Lordi, с «псевдокультурой», и что Сердючка попросту опозорит страну.
Конкурсную песню «Dancing Lasha Tumbai» Данилко написал сам, включив в неё слова на английском, немецком, русском и украинском языках. Российская пресса заявила, что вместо фразы «Лаша тумбай» в песне отчётливо звучало «Russia Goodbye», и увязала это с антироссийской пропагандой, проводимой президентом страны Виктором Ющенко. Сердючка отвергала все слухи о политической пропаганде, сначала списывая это на монгольскую фразу «Лаша тумбай», которая не то означала «взбитые сливки», не то неприличное ругательство (однако российский и монгольский певец Амархуу Борхуу на российском телевидении заявил, что в монгольском языке такой фразы не существует). Позднее Сердючка рассказала, что хотела вставить в текст песни слово «Бошетунмай» в честь названия одноимённой песни Виктора Цоя, но не решилась идти на этот шаг, чтобы не устраивать судебную тяжбу с семьёй Цоя из-за нарушения авторских прав.

## Подготовка
Продюсер Юрий Никитин заявил, что Сердючка не будет проводить промо-туры на постсоветском пространстве и в славянских странах, так как уже известна там и в дополнительном пиаре не нуждается, а в Западной Европе, где её плохо знают, Сердючка тоже не будет гастролировать, так как это не даст результатов. Верка Сердючка занялась съёмкой клипа в начале апреля, режиссёром клипа стал Семён Горов. 29 апреля вышел официальный клип, съёмки прошли в Киеве. В начале клипа Сердючка запустила белого голубя: по словам певицы, она призывала не устраивать политические скандалы вокруг её песни.

## Прогнозы выступления
Фан-клубы Евровидения ставили Сердючку в число главных претендентов на победу в конкурсе, несмотря на наличие своеобразного конкурента в виде травести-исполнителя DQ от Дании. Автор интернет-проекта «Евровидение-Казахстан» Андрей Михеев назвал Сердючку фаворитом конкурса, но отметил, что выступление ещё нуждается в доработке:

- Музыка: Э... ну, да, рингтон... 7/10
- Текст: Тумбала-тубмала-тум-балалайка. Зибен зибен ай лю лю. Каждая страна может найти в тексте то, что ей по душе. 7/10
- Вокал: Комические куплеты. 7/10
- Итог: Киев-2008 меня бы вполне устроил... На данный момент очевидный фаворит, однако выступление слишком хаотичное и нуждается в доработке. Одним видом не возьмет. 9/10

Председатель российского клуба OGAE Антон Кулаков сравнил песню с треками итальянского исполнителя Mo-Do, но предрёк Сердючке неудачу и результат даже хуже двухлетней давности:

- Музыка: Танцевальный трек, чем-то Mo-Do напомнивший. 6/10
- Текст: Пристёбнуто никакой. Так как текста как такового нет. 6/10
- Вокал: Да… Это вокал! 7/10
- Итог: Не соглашусь с общей массой, что эта отдающая дешёвкой композиция может достичь результата лучшего, чем у Гринджол. Украинцы стебаться не умеют совершенно.

## Выступление
Сердючка выступила в финале конкурса под 18-м порядковым номером. На сцене были три бэк-вокалиста: Наталья Гура-Голубовская, Алёна Романовская и Василий Голдаковский, а также танцоры Сергей Огурцов и Тудор Зберя. На платье Сердючки была изображена цифра «69», что являлось шутливой отсылкой к сексуальной позиции, а на спинах у вокалистов и танцоров — цифра «18», порядковый номер выступления. 2-е место и 235 баллов стали итогом выступления Верки Сердючки на конкурсе — второго лучшего на тот момент в истории Украины.

## Голосование

### Голоса за Украину
| 12 points                                        | 10 points                                       | 8 points                                                         | 7 points                                        | 6 points                         |
| ------------------------------------------------ | ----------------------------------------------- | ---------------------------------------------------------------- | ----------------------------------------------- | -------------------------------- |
| - Андорра - Чехия - Латвия - Польша - Португалия | - Беларусь - Грузия - Израиль                   | - Эстония - Ирландия - Литва - Россия - Великобритания           | - Греция - Молдова - Испания                    | - Армения - Финляндия - Исландия |
| 5 points                                         | 4 points                                        | 3 points                                                         | 2 points                                        | 1 point                          |
| - Босния и Герцеговина - Хорватия - Германия     | - Австрия - Кипр - Франция - Румыния - Словения | - Болгария - Дания - Венгрия - Мальта - Сербия - Швеция - Турция | - Македония - Черногория - Норвегия - Швейцария | - Бельгия - Нидерланды           |

### Голоса телезрителей Украины
| 12 points | Белоруссия |
| 10 points | Грузия     |
| 8 points  | Сербия     |
| 7 points  | Словения   |
| 6 points  | Молдова    |
| 5 points  | Польша     |
| 4 points  | Венгрия    |
| 3 points  | Латвия     |
| 2 points  | Болгария   |
| 1 point   | Турция     |

| 12 points | Белоруссия |
| 10 points | Россия     |
| 8 points  | Грузия     |
| 7 points  | Молдова    |
| 6 points  | Сербия     |
| 5 points  | Армения    |
| 4 points  | Словения   |
| 3 points  | Болгария   |
| 2 points  | Румыния    |
| 1 point   | Турция     |